# Francia en los Juegos Europeos de Minsk 2019
Francia participó en los Juegos Europeos de Minsk 2019. Responsable del equipo nacional fue el Comité Nacional Olímpico y Deportivo Francés.
La portadora de la bandera en la ceremonia de apertura fue la judoka Clarisse Agbegnenou.

## Medallistas
El equipo de Francia obtuvo las siguientes medallas:
| Nombre | Deporte               | Competición                    |
| --- | --------------------- | ------------------------------ |
| Oro |                       |                                |
| Mousdandy Djaldi-Tabdi Caroline Hériaud Assitan Koné Johanna Tayeau | Baloncesto 3x3        | Torneo F                       |
| Léa Labrousse | Gimnasia en trampolín | Individual F                   |
| Clarisse Agbegnenou | Judo                  | –63 kg F                       |
| Margaux Pinot | Judo                  | –70 kg F                       |
| Maxime Beaumont | Piragüismo            | K1 200 m M                     |
| Thomas Chirault Pierre Plihon Jean-Charles Valladont | Tiro con arco         | Recurvo por equipos M          |
| Plata |                       |                                |
| Brice Leverdez | Bádminton             | Individual M                   |
| Sofiane Oumiha | Boxeo                 | Superligero (–64 kg) M         |
| Mourad Aliev | Boxeo                 | Superpesado (+91 kg) M         |
| Grégory Baugé Rayan Helal Quentin Caleyron Quentin Lafargue | Ciclismo en pista     | Velocidad por equipos M        |
| Rayan Helal | Ciclismo en pista     | Keirin M                       |
| Mathilde Gros | Ciclismo en pista     | Velocidad individual F         |
| Lorette Charpy | Gimnasia artística    | Concurso individual F          |
| Jean Quiquampoix | Tiro                  | Pistola rápida de fuego 25 m M |
| Lucie Anastassiou | Tiro                  | Skeet F                        |
| Bronce |                       |                                |
| Émilie Lefel Anne Tran | Bádminton             | Doble F                        |
| Thom Gicquel Delphine Delrue | Bádminton             | Doble mixto                    |
| Allan Morante Sébastien Martiny | Gimnasia en trampolín | Sincronizado M                 |
| Cyrille Maret | Judo                  | –100 kg M                      |
| Amandine Buchard | Judo                  | –52 kg F                       |
| Madeleine Malonga | Judo                  | –78 kg F                       |
| Guillaume Chaine Axel Clerget Aurélien Diesse Kilian Le Blouch Cyrille Maret Amandine Buchard Marie-Ève Gahié Priscilla Gneto Anne-Fatoumata M'Bairo Madeleine Malonga Margaux Pinot | Judo                  | Equipo mixto                   |
| Sophia Bouderbane | Karate                | Kumite –50 kg F                |
| Gwendoline Philippe | Karate                | Kumite –61 kg F                |
| Laure Fournier | Sambo                 | –56 kg F                       |
| Tristan Flore Laura Gasnier | Tenis de mesa         | Dobles mixto                   |
| Clément Bessaguet | Tiro                  | Pistola rápida de fuego 25 m M |
| Sophie Dodemont | Tiro con arco         | Compuesto individual F         |